# Vännäs kommunblock
Vännäs kommunblock var ett tidigare kommunblock i Västerbottens län.

## Administrativ historik
Den 1 januari 1964 grupperades Sveriges 1006 dåvarande kommuner i 282 kommunblock som en förberedelse inför kommunreformen 1971. Vännäs kommunblock bildades då av Vännäs köping samt landskommunerna Bjurholm och Vännäs. Kommunblocket hade vid bildandet 12 908 invånare.
År 1967 delades kommunblocken in i A-regioner och Vännäs kommunblock kom då att tillhöra Umeå a-region.
År 1971 bildades Vännäs kommun av Vännäs köping och Vännäs landskommun samtidigt som Bjurholms landskommun ombildades till Bjurholms kommun. År 1974 färdigbildades "blockkommunen" Vännäs då Bjurholms kommun uppgick i Vännäs kommun. Samtidigt upplöstes kommunblocket.
År 1983 delades Vännäs kommun och Bjurholm blev återigen en egen kommun.